# 김현철 (경영학자)
김현철(金顯哲, 1962년 ~ )은 대한민국의 경영학자이자 서울대학교 국제대학원 교수이다. 문재인 정부에서 대통령비서실 경제보좌관을 역임하였다.

## 생애
서울대학교 경영대학과 동 대학원을 수료하였으며 1996년 일본의 게이오기주쿠 대학 비즈니스 스쿨(Keio Business School)에서 박사학위를 받았다.
2002년에 서울대학교에 부임하였고, 그 전에는 나고야 상과 대학(名古屋商科大學)과 쓰쿠바 대학에서 교수로 재직했었다.
김 교수는 저성장 시대 한국의 생존 전략을 모색한 저서로 경영인들과 언론의 주목을 받았다.
2017년 6월 6일, 문재인 대통령의 경제보좌관으로 임명되었으나, 2019년 1월 29일 자신의 발언에 대한 논란으로 인하여 경제보좌관과 신남방정책특별위원회 위원장 등 모든 공직에서 사퇴하였다.

## 논란

### 노인 및 청년 무시 발언
2019년 1월 28일 대한상공회의소에서 신남방 국가의 경제정책과 주요 방향을 들어보기 위해 열린 'CEO 초청 조찬간담회'에서 "우리나라의 50대, 60대도 할 일 없다고 산이나 가고 SNS에 험악한 댓글만 달지 말고 아세안으로 가야 한다", "우리나라 젊은이들이 헬조선이라고만 말하지 말고 아세안 국가를 가보면 '해피 조선'을 느낄 것"이라고 발언해 노인과 청년을 무시한다는 비판을 받았다. 헬조선 발언에 대해 일부 네티즌들은 박근혜 전 대통령의 중동 발언이 연상된다며 현 정부를 비판했다. 박 전 대통령은 2015년에 "대한민국에 청년이 텅텅 빌 정도로 한번 해보라. 다 어디 갔느냐고, 다 중동 갔다고"라고 말한 적 있다. 또한 댓글 발언에 대해서는 기업인 및 전문가들로부터 "정부가 자신의 책무를 망각하고 국민들에게 책임을 전가한다"는 비판을 받았다.
해당 발언으로 인해 야4당에서는 일제히 김현철 보좌관을 비판하였다. 나경원 자유한국당 원내대표는 "청년들과 장년을 싸잡아 불평불만세력으로 만들었다"며 "편의점에서 알바하는 청년들과 답답한 마음에 산에라도 오르는 50대 가장과 얘기라도 한마디 해본 건지 묻고 싶다"라고 비판하였고, 이양수 원내대변인은 "국민을 향한 언어폭력"이라며 "나라와 가정에 헌신했던 50대, 60대의 인생을 송두리째 능욕했고 최악의 취업난에 시달리는 청년들의 애타는 마음까지 조롱했다"고 하였다. 그러나 자유한국당 내부에서는 박근혜 정부 때의 중동 발언이 회자되면서 역효과가 날 수도 있다는 우려도 있다. 바른미래당 김정화 대변인은 "아세안으로 떠나야 할 사람은 김 보좌관이다. 함량 미달의 경제보좌관"이라며 "도대체 전 정권과 다른 게 무엇인지 묻고 싶다"라고 비판했다. 민주평화당 홍성문 대변인은 "문재인 정부가 꿈꾼 '나라다운 나라'는 청년들이 '탈조선'하는 나라인가"라며 "문재인 정부의 주장은 박근혜 정부의 주장과 다를 게 없다"고 논평했고, 문재인 대통령의 공식적인 사과를 요구하였다. 정의당 정호진 대변인은 "청년과 국민의 불만을 해소하기는커녕 이를 탓하고 '탈조선'을 조장하는 발언은 나라다운 나라를 만드는 걸림돌일 뿐"이라고 비판했다.
5060세대 비하 논란에 대해 김현철 보좌관은 "5060세대를 무시하는 발언이 결코 아니었다"며 "신남방지역에 진출한 박항서 감독의 성공 사례를 설명하고 5060 세대인 박 감독처럼 신남방지역에서 새로운 기회와 희망을 발견할 수 있다는 맥락에서 말한 것"이라고 해명했다. 또한 "신남방정책의 중요성을 강조하는 과정에서 잘못된 표현으로 여러분들께 심려를 끼쳤다"며 "저의 발언으로 마음이 상하신 모든 분들께 깊이 사과드린다"고 밝혔다.
김 보좌관은 2019년 1월 29일 사표를 냈고, 문재인 대통령은 사표를 곧바로 수리하였다. 이를 두고 사실상 문책 인사라는 해석이 제기되었다.

## 경력
- 쓰쿠바 대학 부교수
- 일본 경제산업성 연구위원
- 2013년 한국자동차산업학회 회장[10]
- 한국중소기업학회 부회장
- 서울대학교 국제대학원 국제학과 교수
- 2016년 9월 ~ 2017년 9월 : 서울대학교 일본연구소 소장
- 2017년 6월 ~ 2019년 1월 : 대통령비서실 경제보좌관 겸 국민경제자문회의 간사위원

## 저서
- 2015년 어떻게 돌파할 것인가: 저성장 시대 기적의 생존 전략 ISBN 9791130605647